# Gallakträsket
Gallakträsket är en sjö i Arvidsjaurs kommun i Lappland och ingår i Skellefteälvens huvudavrinningsområde. Sjön har en area på 0,145 kvadratkilometer och ligger 486,2 meter över havet. Sjön avvattnas av vattendraget Gallakbäcken.

## Delavrinningsområde
Gallakträsket ingår i det delavrinningsområde (726742-164995) som SMHI kallar för Ovan Ängesbäcken. Medelhöjden är 495 meter över havet och ytan är 11,49 kvadratkilometer. Det finns inga avrinningsområden uppströms utan avrinningsområdet är högsta punkten. Gallakbäcken som avvattnar avrinningsområdet har biflödesordning 3, vilket innebär att vattnet flödar genom totalt 3 vattendrag innan det når havet efter 153 kilometer. Avrinningsområdet består mestadels av skog (65 procent) och sankmarker (30 procent). Avrinningsområdet har 0,3 kvadratkilometer vattenytor vilket ger det en sjöprocent på 2,6 procent.